# Кристенсен, Карлос Уго
Карлос Уго Кристенсен (исп. Carlos Hugo Christensen; 1914—1999) — аргентинский кинорежиссёр, сценарист, продюсер. Один из первых кинематографистов Южной Америки.

## Биография
Родился в Сантьяго-дель-Эстеро на севере Аргентины. Предки по отцовской линии — выходцы из Дании. В юношеском возрасте с семьёй переехал в Буэнос-Айрес, где окончил колледж, а позже — факультет искусств при столичном университете. Играл в любительском театре, сочинял и издавал прозу, стихи.
В 1939 году, проработав некоторое время до этого ассистентом режиссёра, снял свой первый фильм. Экспериментировал в различных жанрах: экранизация литературной классики, комедия, мелодрама, детектив, фильмы ужасов. В 1954 году после открытой критики курса полковника Перона был вынужден продолжить карьеру за пределами родины. Работал в Мексике, Чили, Венесуэле. С середины 1960-х годов обосновался в Бразилии, где в последующие годы снял около 20 фильмов. За продолжительную карьеру выпустил более 50 кинокартин и создал более 20 сценариев.
Умер в 1999 году от сердечного приступа в своём доме в Рио-де-Жанейро.

## Избранная фильмография
| Год  |   | Русское название                          | Оригинальное название               | Роль                                                                                |
| ---- | - | ----------------------------------------- | ----------------------------------- | ----------------------------------------------------------------------------------- |
| 1943 | ф | Шестнадцать лет                           | Dieciséis años                      | режиссёр                                                                            |
| 1943 | ф | Сафо, история одной страсти               | Safo, historia de una pasión        | режиссёр                                                                            |
| 1951 | ф | Барка «Изабель» прибывает сегодня вечером | La balandra Isabel llegó esta tarde | режиссёр, сценарист / номинация на Гран При Каннского кинофестиваля                 |
| 1955 | ф | Кровавые руки                             | Mãos Sangrentas                     | режиссёр, сценарист                                                                 |
| 1959 | ф | Тройная любовь в Рио                      | Meus Amores no Rio                  | режиссёр, сценарист / номинация на премию Золотой медведь Берлинского кинофестиваля |
| 1970 | ф | Ангелы и демоны                           | Anjos e Demônios                    | режиссёр, сценарист                                                                 |
| 1996 | ф | Пряничный домик                           | A Casa de Açúcar                    | режиссёр, сценарист                                                                 |